# Euryades
Euryades là một chi bướm thuộc họ Bướm phượng. Đây là loài bản địa Nam Mỹ.

## Loài
- Euryades corethrus (Boisduval, 1836)
- Euryades duponchelii (Lucas, 1839)